# Pristobaeus jocosus
Pristobaeus jocosus là một loài nhện trong họ Salticidae.
Loài này thuộc chi Pristobaeus. Pristobaeus jocosus được Eugène Simon miêu tả năm 1902.